# James Edmondson (1er baron Sandford)
Albert James Edmondson (29 juin 1887 - 16 mai 1959), est un homme politique du Parti conservateur britannique. Il est le fils aîné de James Edmondson, le promoteur immobilier du nord de Londres .

## Biographie
Aux élections générales de 1922, il est élu à la Chambre des communes en tant que député de Banbury. Il est fait chevalier dans les honneurs d'anniversaire de 1934 par le roi George V. De 1939 à 1942, il est whip du gouvernement, avec le titre de vice-chambellan de la maison. Il ne se représente pas aux élections générales de 1945. Il est élevé à la pairie comme baron Sandford, de Banbury dans le comté d'Oxford le 14 juillet 1945.
Edmondson est membre du Right Club antisémite . Il est décédé à Westminster à l' âge de 71 ans.